# Pollo tikka
El pollo tikka (en inglés: chicken tikka, en hindi: मुर्ग़ टिक्का, mugɣ ʈikkɑː) es un plato de la  cocina india y de Pakistán, elaborado con piezas de carne de pollo cocinadas en el horno que previamente han sido marinadas en especias y yogur. Se emplea tradicionalmente en los guisos elaborados con un tandoor (horno de estilo indio) y no se incluyen en el pollo los huesos. Se condimenta generalmente con cilantro verde y chutney, o se emplea en el pollo tikka masala.

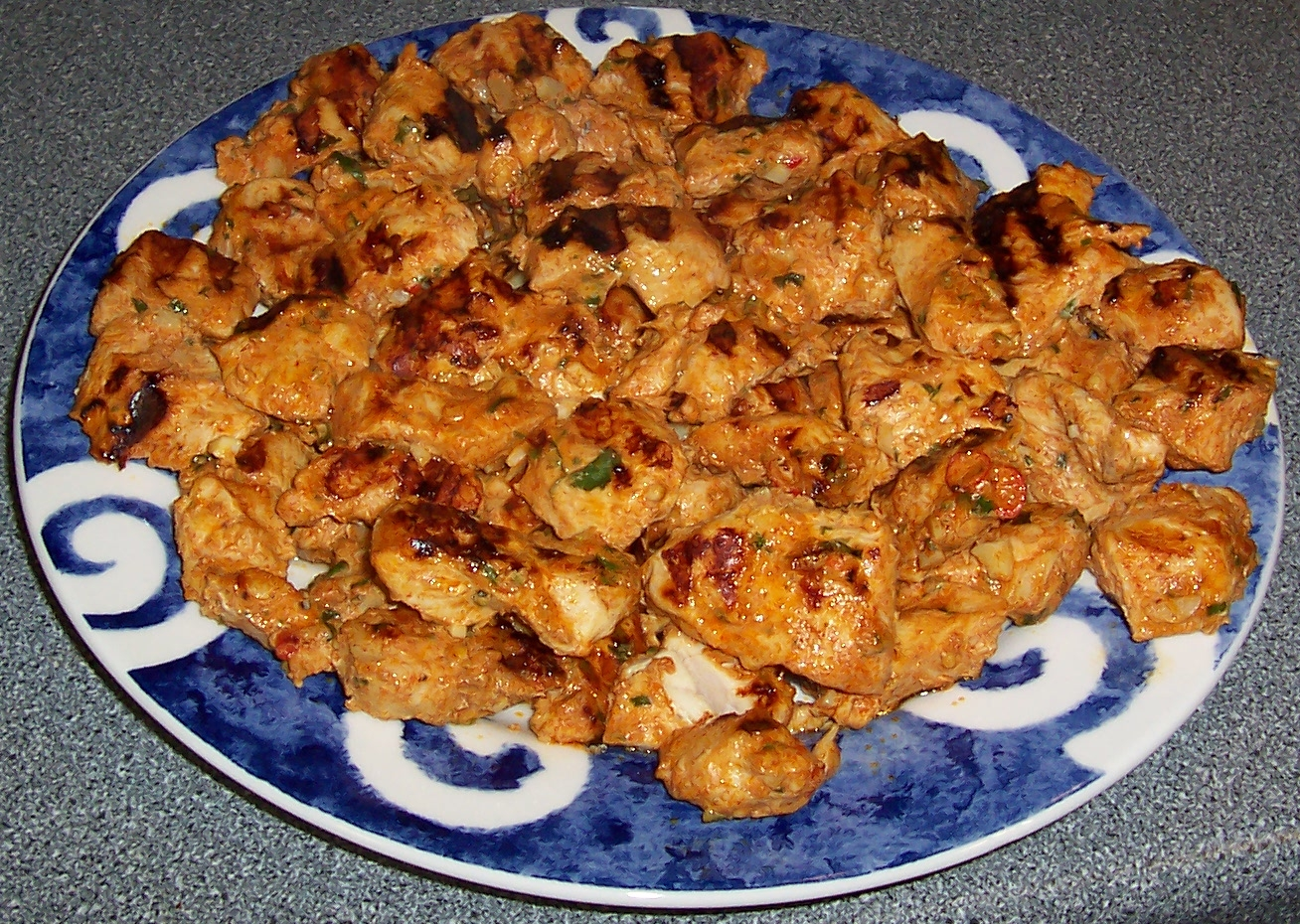
Un plato de pollo tikka preparado para ser servido como pollo tikka masala.